# 岩野祥子
岩野 祥子（いわの さちこ、1975年 - ）は、農業法人伊賀ベジタブルファーム取締役COO。
第42・48次（2000年、2005年）の日本南極地域観測隊で野外観測隊の責任者を務め、地震や地殻変動の観測にあたった。
理学博士、専門は地球物理学。
小柄な人でも扱いやすい極地用の防寒着ポーラーダウンパーカーおよびポーラーダウンピブを開発したプロダクトデザイナー。

## 来歴
1975年愛知県豊田市で生まれる。南山高等学校女子部を経て、1998年京都大学理学部理学科卒業。2000年京都大学理学研究科 地球惑星科学専攻 地球物理学教室修士課程修了。第42日本南極地域観測隊（越冬隊）に参加する。2005年同大学にて理学博士 (Iwano 2005)。
2005年、モンベル（アウトドアメーカー）に入社し、東京広報部に勤務となる。2005年、登山家辰野勇の後押しで休職を決めて、第48日本南極地域観測隊に参加する。
2012年、小柄な人でも扱いやすい極地用防寒着「ポーラーダウンパーカーおよびポーラーダウンピブ」を完成させる。
2015年、モンベルを退職し、職業訓練校での研修を経て農業関連事業を手掛ける伊賀ベジタブルファームへ転職する。2017年、同社取締役COO就任。

## 人物
小さいときから山登りの好きな子で両親とよく山歩きをしたほか、南山中学校・高等学校（女子部）の学校行事では任意参加の登山に積極的に参加した山ガールである。京大学部時は、山岳サークルと体育会スキー競技部に所属、全国七大学総合体育大会において女子SLにて個人1位を記録するなどスキーの術も嗜む。
京大で所属していた研究室が南極観測とかかわりを持っていたことなどから、博士課程1年次を後期から休学し、平成12～14年、日本南極地域観測隊の隊員に起用。南極では地学系専門員として野外活動に従事した。
南極昭和基地での10年間の重力観測データを解析し、地球の内部構造を解明する上で中緯度地域の観測だけでは決定しづらいパラメータに高緯度での観測データを用いることで、博士論文にまとめた。
京大で理学博士 (Iwano 2005) を修めた後には、社会活動などに積極的に取り組んでいるアウトドアメーカーモンベルに就職した。モンベル東京広報部では、辰野勇が発案した冒険家を支援する「チャレンジ支援」やサバイバル活動の技術を伝える「冒険塾」にて講師などの活動を行っていた。入社して1年が経ったころ、2回目の南極越冬の話が舞い込み、行くことになった。野外観測チームのリーダーとして、観測隊全員を安全に帰還させることに貢献した。
東日本大震災では、モンベル「アウトドア義援隊」を結成し、週末に夜行バスで被災地へ行き、がれきの撤去や泥出しなどの支援を続けた。被災地に寝袋などのアウトドアグッズの提供も行ったが、ニーズの違いなどからあまり活用されることがなく歯がゆい思いを経験し、「アウトドアの経験やグッズは、災害対策にも役立つ。いろいろな人々にアウトドアの楽しさを伝えたい。」と職務への思いを新たにした。こうした経験から防災士の資格を取得している。

## プロダクトデザイン
南極で支給された防寒着が男性用のもので自身の体に合わなく動きにくかったので万が一の危険を感じたことや、最低気温が零下61.7℃に達する中での観測活動など、南極生活から会得したさまざまな経験を基に3年間ほど構想を練り上げ、小柄な人でも扱いやすい極地用の防寒着ポーラーダウンパーカーおよびポーラーダウンピブを開発した。またシーカヤックのツーリング経験を基にアウトドアグッズを開発した。

## 農業経営
南極と被災地での体験を基に、自分でいのちをつないでいける技術を身につけたいと思うようになり、2015年1月モンベルを退職し、農業の世界を覗きに行くようになる。奈良県宇陀市の職業訓練校で農業研修を受ける中で、現在の伊賀ベジタブルファーム取締役社長である村山邦彦と出会う。村山も脱サラ就農組であり、2つ年上の同窓生である。
村山は伊賀で農場を作り、地域の有機農業推進の協議会の中心的役割を担うようになり、その活動に参画するようになる。
「地域内の青果流通をスムーズにするためのしくみづくり」を目指している。現在は主に流通業務を担っている。
岩野は「私の中では命をつなぐということで、南極も防災も農業もすべてつながっている」と話しており、学校や地域での講演活動を続けている。

## 学術論文
- 岩野祥子、福田洋一「細密ディジタル地形データを用いた地形補正の精度について」『測地学会誌』第46巻第2号、日本測地学会、2000年6月25日、149-152頁、NAID 10004563770。
- 岩野祥子、福田洋一・石山達也「<論説>1次元重力探査による断層周辺の密度構造推定 : 樫原断層および麓村断層について」『地學雜誌』第110巻第1号、東京地学協会、2001年、44-57頁、NAID 110000379914。
- 小林佑輝、岩野祥子・福田洋一「昭和基地周辺の詳細海岸線データの作成および海洋荷重潮汐の計算」『測地学会誌』第50巻第1号、日本測地学会、2004年3月25日、17-26頁、NAID 10012871206。
- Y. Fukuzaki; K. Shibuya; K. Doi; T. Ozawa; A. Nothnagel; T. Jike; S. Iwano; D. L. Jauncey; G. D. Nicolson; P. M. McCulloch (2005-08-01). “Results of the VLBI experiments conducted with Syowa Station, Antarctica”. J. of Geodesy 79 (6-7):  379-388. doi:10.1007/s00190-005-0476-8.
- 井上直人、田中靖之・伊藤陽之ほか「2次元重力解析より推定された京都盆地における未固結堆積層の密度：堀川-巨椋池測線および久世橋測線」『地震. 2輯』第57巻第1号、日本地震学会、2004年8月25日、45-54頁、NAID 40006403340。
- Iwano, Sachiko; Fukuda, Yoichi (2004-12). “Superconducting gravimeter observations without a tilt compensation system”. Physics of the Earth and Planetary Interiors 147 (4):  343-351. doi:10.1016/j.pepi.2004.08.001.
- Iwano, Sachiko (2005). Ten years of gravity observations at Syowa Station with the superconducting gravimeter TT70 #016. 京都大学. NAID 500000315319. 報告番号:甲第11319号.
- 岩野祥子「5-5 2回の越冬で感じたこと (5. 南極観測)」『京大地球物理学研究の百年(II)』第2号、京大地球物理の歴史を記録する会、2010年10月25日、107-110頁。

## 一般論文
- 岩野祥子「南極で剥き出しの地球を感じる（ヴィンソン・マシフ）」『岳人』第807号、ネイチュアエンタープライズ、2014年9月。

## テレビ出演
- 『みみたこ』フジテレビ（2011年12月30日、2012年1月23日、2012年4月9日）[17]
- 『南極日和』BS朝日（2012年9月12日）弟102回「南極の男たちを束ねた女」

## インタビュー
- 永島祥子、（インタビュー）「南極越冬隊に参加する永島祥子さん」『ザ・フリントストーン』、JOGV-FM、千葉、2006年12月3日。
- 永島祥子、（インタビュー）「南極越冬を経験されたモンベルの広報、永島祥子さんをゲストにお迎えして」『ザ・フリントストーン』、JOGV-FM、千葉、2008年7月27日。